# Colombiaanse selecties op internationale voetbaltoernooien
Dit is een overzichtspagina met de selecties van het Colombiaans voetbalelftal die deelnamen aan de grote internationale voetbaltoernooien.

## WK-eindronde 1962
- Resultaat: Voorronde

data corresponderend met situatie voorafgaand aan toernooi
| №                 | Naam              | Geboortedatum | Caps | Goals | Club                   | Duels | Goal | Kreeg geel | Kreeg voor de tweede keer geel en dus rood | Weggestuurd |
| Doel              | Doel              | Doel          | Doel | Doel  | Doel                   | Doel  | Doel | Doel       | Doel                                       | Doel        |
| ----------------- | ----------------- | ------------- | ---- | ----- | ---------------------- | ----- | ---- | ---------- | ------------------------------------------ | ----------- |
| 1                 | Efraín Sánchez    | 26/02/1926    |      |       | Atlético Nacional      | 3     | 0    | 0          | 0                                          | 0           |
| 2                 | Achito Vivas      |               |      |       | Deportivo Pereira      | 0     | 0    | 0          | 0                                          | 0           |
| 12                | Hernando Tovar    | 17/09/1937    |      |       | Independiente Santa Fe | 0     | 0    | 0          | 0                                          | 0           |
| Verdediging       |                   |               |      |       |                        |       |      |            |                                            |             |
| 3                 | Francisco Zuluaga | 04/02/1929    |      |       | Independiente Santa Fe | 1     | 1    | 0          | 0                                          | 0           |
| 4                 | Anibal Alzate     | 31/01/1933    |      |       | Deportes Tolima        | 2     | 0    | 0          | 0                                          | 0           |
| 5                 | Jaime González    | 01/04/1938    |      |       | América de Cali        | 3     | 0    | 0          | 0                                          | 0           |
| 6                 | Ignacio Calle     |               |      |       | Atlético Nacional      | 0     | 0    | 0          | 0                                          | 0           |
| 7                 | Carlos Aponte     | 24/01/1939    |      |       | Independiente Santa Fe | 0     | 0    | 0          | 0                                          | 0           |
| 8                 | Héctor Echeverry  | 10/04/1938    |      |       | Atlético Nacional      | 3     | 0    | 0          | 0                                          | 0           |
| 11                | Óscar López       | 02/04/1939    |      |       | Once Caldas            | 3     | 0    | 0          | 0                                          | 0           |
| Middenveld        |                   |               |      |       |                        |       |      |            |                                            |             |
| 9                 | Jaime Silva       | 10/10/1935    |      |       | Independiente Santa Fe | 1     | 0    | 0          | 0                                          | 0           |
| 10                | Rolando Serrano   | 13/11/1938    |      |       | América de Cali        | 2     | 0    | 0          | 0                                          | 0           |
| 15                | Marcos Coll       | 23/08/1935    |      |       | América de Cali        | 3     | 1    | 0          | 0                                          | 0           |
| Aanval            |                   |               |      |       |                        |       |      |            |                                            |             |
| 13                | Germán Aceros     | 30/09/1938    |      |       | Deportivo Cali         | 3     | 1    | 0          | 0                                          | 0           |
| 14                | Luís Páz          |               |      |       | América de Cali        | 0     | 0    | 0          | 0                                          | 0           |
| 16                | Ignacio Pérez     |               |      |       | Once Caldas            | 0     | 0    | 0          | 0                                          | 0           |
| 17                | Marino Klinger    | 07/02/1936    |      |       | Millonarios            | 3     | 1    | 0          | 0                                          | 0           |
| 18                | Eusebio Escobar   |               |      |       | Deportivo Pereira      | 0     | 0    | 0          | 0                                          | 0           |
| 19                | Delio Gamboa      | 28/01/1936    |      |       | Millonarios            | 1     | 0    | 0          | 0                                          | 0           |
| 20                | Antonio Rada      | 13/06/1937    |      |       | Deportivo Pereira      | 2     | 1    | 0          | 0                                          | 0           |
| 21                | Héctor González   | 07/07/1937    |      |       | Independiente Santa Fe | 2     | 0    | 0          | 0                                          | 0           |
| 22                | Jairo Arias       | 02/11/1938    |      |       | Atlético Nacional      | 1     | 0    | 0          | 0                                          | 0           |
| Bondscoach        |                   |               |      |       |                        |       |      |            |                                            |             |
| Vlag van Colombia | Adolfo Pedernera  | 15/11/1918    |      |       |                        |       |      |            |                                            |             |

## Olympische Spelen 1968
- Resultaat: Voorronde

data corresponderend met situatie voorafgaand aan toernooi

## Olympische Spelen 1972
- Resultaat: Voorronde

data corresponderend met situatie voorafgaand aan toernooi
| №                    | Naam               | Geboortedatum | Caps | Goals | Club                   | Duels | Goal | Kreeg geel | Kreeg voor de tweede keer geel en dus rood | Weggestuurd |
| Doel                 | Doel               | Doel          | Doel | Doel  | Doel                   | Doel  | Doel | Doel       | Doel                                       | Doel        |
| -------------------- | ------------------ | ------------- | ---- | ----- | ---------------------- | ----- | ---- | ---------- | ------------------------------------------ | ----------- |
| 1                    | Silvio Quintero    | 13/04/1950    |      |       | Deportes Tolima        | 1     | 0    | 0          | 0                                          | 0           |
| 2                    | Antonio Rivas      | 04/11/1951    |      |       | Independiente Santa Fe | 2     | 0    | 0          | 0                                          | 0           |
| 14                   | Armando Acosta     |               |      |       | Atlético Bucaramanga   | 0     | 0    | 0          | 0                                          | 0           |
| Verdediging          |                    |               |      |       |                        |       |      |            |                                            |             |
| 3                    | Gerardo Moncada    | 01/12/1946    |      |       | Atlético Nacional      | 3     | 0    | 1          | 0                                          | 0           |
| 4                    | Rafael Reyes       | 17/05/1951    |      |       | Deportes Tolima        | 2     | 0    | 0          | 0                                          | 0           |
| 5                    | Álvaro Calle       | 11/06/1953    |      |       | Independiente Medellín | 2     | 0    | 0          | 0                                          | 0           |
| 6                    | Dumas Guette       | 25/12/1952    |      |       | Deportes Tolima        | 2     | 0    | 0          | 0                                          | 0           |
| 15                   | Vicente Revellón   | 04/06/1950    |      |       | Independiente Santa Fe | 2     | 0    | 0          | 0                                          | 0           |
| 17                   | Orlando Rivas      | 17/07/1950    |      |       | América de Cali        | 3     | 0    | 0          | 0                                          | 0           |
| Middenveld           |                    |               |      |       |                        |       |      |            |                                            |             |
| 7                    | Fabio Espinosa     | 13/06/1948    |      |       | Deportes Tolima        | 3     | 1    | 1          | 0                                          | 0           |
| 10                   | Henry Caicedo      | 22/10/1952    |      |       | Deportivo Cali         | 0     | 0    | 0          | 0                                          | 0           |
| 12                   | Willington Ortiz   | 26/03/1952    |      |       | Millonarios            | 3     | 0    | 0          | 0                                          | 0           |
| 13                   | Ernesto Díaz       | 13/09/1952    |      |       | Independiente Santa Fe | 3     | 0    | 0          | 0                                          | 0           |
| 16                   | Domingo González   | 25/04/1951    |      |       | Independiente Santa Fe | 1     | 0    | 0          | 0                                          | 0           |
| Aanval               |                    |               |      |       |                        |       |      |            |                                            |             |
| 8                    | Carlos Lugo        | 01/09/1953    |      |       | Deportes Tolima        | 3     | 0    | 1          | 0                                          | 0           |
| 9                    | Jaime Morón        | 16/11/1950    |      |       | Millonarios            | 3     | 2    | 0          | 0                                          | 0           |
| 11                   | Álvaro Santamaría  | 21/03/1950    |      |       | Independiente Medellín | 2     | 0    | 0          | 0                                          | 0           |
| 18                   | Luis Montano       | 11/08/1950    |      |       | Independiente Santa Fe | 1     | 0    | 0          | 0                                          | 0           |
| 19                   | Ángel María Torres | 08/05/1952    |      |       | Deportivo Cali         | 3     | 1    | 0          | 0                                          | 0           |
| Bondscoach           |                    |               |      |       |                        |       |      |            |                                            |             |
| Vlag van Joegoslavië | Todor Veselinović  | 22/10/1930    |      |       |                        |       |      |            |                                            |             |

## Olympische Spelen 1980
- Resultaat: Voorronde

data corresponderend met situatie voorafgaand aan toernooi
| №                 | Naam                 | Geboortedatum | Caps | Goals | Club                   | Duels | Goal | Kreeg geel | Kreeg voor de tweede keer geel en dus rood | Weggestuurd |
| Doel              | Doel                 | Doel          | Doel | Doel  | Doel                   | Doel  | Doel | Doel       | Doel                                       | Doel        |
| ----------------- | -------------------- | ------------- | ---- | ----- | ---------------------- | ----- | ---- | ---------- | ------------------------------------------ | ----------- |
| 1                 | Carlos Valencia      | 30/12/1953    |      |       | Deportivo Cali         | 1     | 0    | 0          | 0                                          | 0           |
| 12                | Heberth Ríos         | 28/09/1956    |      |       | Once Caldas            | 2     | 0    | 0          | 0                                          | 0           |
| Verdediging       |                      |               |      |       |                        |       |      |            |                                            |             |
| 2                 | Heberth González     | 31/05/1958    |      |       | Deportes Quindío       | 3     | 0    | 0          | 0                                          | 0           |
| 3                 | Astolfo Romero       | 15/12/1957    |      |       | Deportes Quindío       | 3     | 0    | 1          | 0                                          | 0           |
| 4                 | Henry Viáfara        | 20/04/1953    |      |       | Deportivo Pereira      | 3     | 0    | 1          | 0                                          | 0           |
| 5                 | Israel Viloria       | 13/11/1954    |      |       | Unión Magdalena        | 2     | 0    | 0          | 0                                          | 0           |
| 7                 | Jorge Porras         | 25/12/1959    |      |       | Atlético Nacional      | 3     | 0    | 0          | 0                                          | 0           |
| Middenveld        |                      |               |      |       |                        |       |      |            |                                            |             |
| 8                 | Norberto Peluffo     | 26/06/1958    |      |       | Atlético Nacional      | 3     | 0    | 0          | 0                                          | 0           |
| 9                 | Pedro Sarmiento      | 26/05/1956    |      |       | Atlético Nacional      | 3     | 0    | 0          | 0                                          | 0           |
| 10                | José Hernández       | 18/05/1956    |      |       | Deportivo Pereira      | 1     | 0    | 0          | 0                                          | 0           |
| 13                | Alexis García        | 21/07/1960    |      |       | Once Caldas            | 3     | 0    | 0          | 0                                          | 0           |
| 14                | Fernando Fiorillo    | 23/11/1956    |      |       | Atlético Junior        | 2     | 0    | 0          | 0                                          | 0           |
| 17                | Radamel García       | 16/04/1957    |      |       | Independiente Santa Fe | 1     | 0    | 0          | 0                                          | 0           |
| Aanval            |                      |               |      |       |                        |       |      |            |                                            |             |
| 6                 | Gilberto García      | 15/07/1959    |      |       | América de Cali        | 3     | 0    | 1          | 0                                          | 0           |
| 11                | Benjamín Cardona     | 17/07/1957    |      |       | Deportivo Pereira      | 3     | 1    | 1          | 0                                          | 0           |
| 15                | Carlos Molinares     | 23/06/1956    |      |       | Atlético Junior        | 2     | 1    | 0          | 0                                          | 0           |
| 16                | Luis Francisco Pérez | 12/09/1957    |      |       | Deportes Tolima        | 1     | 0    | 0          | 0                                          | 0           |
| Bondscoach        |                      |               |      |       |                        |       |      |            |                                            |             |
| Vlag van Colombia | Eduardo Retat        | 16/06/1948    |      |       |                        |       |      |            |                                            |             |

## Copa América 1989
- Resultaat: Eerste ronde

data corresponderend met situatie voorafgaand aan toernooi
| №                 | Naam                  | Geboortedatum | Caps | Goals | Club                   | Duels | Goal | Kreeg geel | Kreeg voor de tweede keer geel en dus rood | Weggestuurd |
| Doel              | Doel                  | Doel          | Doel | Doel  | Doel                   | Doel  | Doel | Doel       | Doel                                       | Doel        |
| ----------------- | --------------------- | ------------- | ---- | ----- | ---------------------- | ----- | ---- | ---------- | ------------------------------------------ | ----------- |
| 1                 | René Higuita          | 27/08/1966    |      |       | Atlético Nacional      | 4     | 1    | ?          | 0                                          | 0           |
| 12                | Eduardo Niño          | 08/08/1967    | 1    | 0     | Independiente Santa Fe | 0     | 0    | 0          | 0                                          | 0           |
| Verdediging       |                       |               |      |       |                        |       |      |            |                                            |             |
| 2                 | Andrés Escobar        | 13/03/1967    |      |       | Atlético Nacional      | 4     | 0    | ?          | 0                                          | 0           |
| 3                 | Gildardo Gómez        | 13/10/1963    |      |       | Atlético Nacional      | 0     | 0    | 0          | 0                                          | 0           |
| 4                 | Wilson Pérez          | 06/08/1967    |      |       | Atlético Junior        | 4     | 0    | ?          | 0                                          | 0           |
| 5                 | Carlos Hoyos          | 28/02/1962    |      |       | Atlético Junior        | 3     | 0    | ?          | 0                                          | 0           |
| 13                | Alexis Mendoza        | 08/11/1961    |      |       | Atlético Junior        | 0     | 0    | 0          | 0                                          | 0           |
| 15                | Luis Carlos Perea     | 29/12/1963    |      |       | Atlético Nacional      | 4     | 0    | ?          | 0                                          | 0           |
| 18                | Wilmer Cabrera        | 15/09/1967    |      |       | Independiente Santa Fe | 1     | 0    | ?          | 0                                          | 0           |
| 19                | León Villa            | 12/01/1960    |      |       | Atlético Nacional      | 1     | 0    | ?          | 0                                          | 0           |
| Middenveld        |                       |               |      |       |                        |       |      |            |                                            |             |
| 6                 | Gabriel Gómez         | 08/12/1959    |      |       | Independiente Medellín | 4     | 0    | ?          | 0                                          | 0           |
| 8                 | Alexis García         | 27/01/1960    |      |       | Atlético Nacional      | 2     | 0    | ?          | 0                                          | 0           |
| 10                | Carlos Valderrama     | 02/09/1962    |      |       | Montpellier            | 4     | 0    | ?          | 0                                          | 0           |
| 11                | Bernardo Redín        | 26/02/1963    |      |       | Deportivo Cali         | 4     | 0    | ?          | 0                                          | 0           |
| 14                | Leonel Álvarez        | 29/07/1965    |      |       | Atlético Nacional      | 4     | 0    | ?          | 0                                          | 0           |
| Aanval            |                       |               |      |       |                        |       |      |            |                                            |             |
| 7                 | Antony de Ávila       | 21/12/1962    |      |       | América de Cali        | 3     | 1    | ?          | 0                                          | 0           |
| 9                 | Sergio Angulo         | 14/09/1960    |      |       | América de Cali        | 4     | 0    | ?          | 0                                          | 0           |
| 16                | Arnoldo Iguarán       | 18/01/1957    |      |       | Millonarios            | 4     | 3    | ?          | 0                                          | 0           |
| 17                | John Jairo Tréllez    | 29/04/1968    |      |       | Atlético Nacional      | 1     | 0    | ?          | 0                                          | 0           |
| 20                | Rubén Darío Hernández | 19/02/1965    |      |       | Millonarios            | 1     | 0    | ?          | 0                                          | 0           |
| Bondscoach        |                       |               |      |       |                        |       |      |            |                                            |             |
| Vlag van Colombia | Francisco Maturana    | 15/02/1949    |      |       |                        |       |      |            |                                            |             |

## WK-eindronde 1990
- Resultaat: Achtste finales

data corresponderend met situatie voorafgaand aan toernooi
| №                 | Naam                  | Geboortedatum | Caps | Goals | Club                   | Duels | Goal | Kreeg geel | Kreeg voor de tweede keer geel en dus rood | Weggestuurd |
| Doel              | Doel                  | Doel          | Doel | Doel  | Doel                   | Doel  | Doel | Doel       | Doel                                       | Doel        |
| ----------------- | --------------------- | ------------- | ---- | ----- | ---------------------- | ----- | ---- | ---------- | ------------------------------------------ | ----------- |
| 1                 | René Higuita          | 27/08/1966    | 33   | 3     | Atlético Nacional      | 4     | 0    | 0          | 0                                          | 0           |
| 12                | Eduardo Niño          | 08/08/1967    | 2    | 0     | Independiente Santa Fe | 0     | 0    | 0          | 0                                          | 0           |
| Verdediging       |                       |               |      |       |                        |       |      |            |                                            |             |
| 2                 | Andrés Escobar        | 13/03/1967    | 22   | 1     | BSC Young Boys         | 4     | 0    | 0          | 0                                          | 0           |
| 3                 | Gildardo Gómez        | 13/10/1963    |      |       | Atlético Nacional      | 4     | 0    | 0          | 0                                          | 0           |
| 4                 | Luis Fernando Herrera | 12/06/1962    | 18   | 1     | Atlético Nacional      | 4     | 0    | 1          | 0                                          | 0           |
| 5                 | León Villa            | 12/01/1960    |      |       | Atlético Nacional      | 0     | 0    | 0          | 0                                          | 0           |
| 6                 | José Ricardo Pérez    | 24/10/1963    |      |       | Atlético Nacional      | 0     | 0    | 0          | 0                                          | 0           |
| 13                | Carlos Hoyos          | 28/02/1962    |      |       | Atlético Junior        | 0     | 0    | 0          | 0                                          | 0           |
| 15                | Luis Carlos Perea     | 29/12/1963    | 33   | 1     | Atlético Nacional      | 4     | 0    | 1          | 0                                          | 0           |
| 17                | Geovanis Cassiani     | 10/01/1970    |      |       | Millonarios            | 0     | 0    | 0          | 0                                          | 0           |
| 18                | Wilmer Cabrera        | 15/09/1967    |      |       | América de Cali        | 0     | 0    | 0          | 0                                          | 0           |
| 21                | Alexis Mendoza        | 08/11/1961    |      |       | Atlético Junior        | 0     | 0    | 0          | 0                                          | 0           |
| Middenveld        |                       |               |      |       |                        |       |      |            |                                            |             |
| 8                 | Gabriel Gómez         | 08/12/1959    |      |       | Independiente Medellín | 4     | 0    | 2          | 0                                          | 0           |
| 10                | Carlos Valderrama     | 02/09/1962    | 26   | 4     | Montpellier            | 4     | 1    | 0          | 0                                          | 0           |
| 11                | Bernardo Redín        | 26/02/1963    | 33   | 3     | Deportivo Cali         | 3     | 2    | 0          | 0                                          | 0           |
| 14                | Leonel Álvarez        | 29/07/1965    | 35   | 1     | Atlético Nacional      | 4     | 0    | 1          | 0                                          | 0           |
| 19                | Freddy Rincón         | 14/08/1966    | 8    | 2     | América de Cali        | 4     | 1    | 0          | 0                                          | 0           |
| 20                | Luis Fajardo          | 18/08/1963    |      |       | Atlético Nacional      | 2     | 0    | 0          | 0                                          | 0           |
| Aanval            |                       |               |      |       |                        |       |      |            |                                            |             |
| 7                 | Carlos Estrada        | 01/11/1961    | 5    | 0     | Millonarios            | 4     | 0    | 0          | 0                                          | 0           |
| 9                 | Miguel Guerrero       | 07/09/1967    | 3    | 1     | América de Cali        | 0     | 0    | 0          | 0                                          | 0           |
| 16                | Arnoldo Iguarán       | 18/01/1957    | 58   | 22    | Millonarios            | 3     | 0    | 0          | 0                                          | 0           |
| 22                | Rubén Darío Hernández | 19/02/1965    | 3    | 0     | Millonarios            | 1     | 0    | 0          | 0                                          | 0           |
| Bondscoach        |                       |               |      |       |                        |       |      |            |                                            |             |
| Vlag van Colombia | Francisco Maturana    | 15/02/1949    |      |       |                        |       |      |            |                                            |             |

## Copa América 1991
- Resultaat: Vierde plaats

data corresponderend met situatie voorafgaand aan toernooi
| №                 | Naam                  | Geboortedatum | Caps | Goals | Club                   | Duels | Goal | Kreeg geel | Kreeg voor de tweede keer geel en dus rood | Weggestuurd |
| Doel              | Doel                  | Doel          | Doel | Doel  | Doel                   | Doel  | Doel | Doel       | Doel                                       | Doel        |
| ----------------- | --------------------- | ------------- | ---- | ----- | ---------------------- | ----- | ---- | ---------- | ------------------------------------------ | ----------- |
| 1                 | René Higuita          | 27/08/1966    | 41   | 3     | Atlético Nacional      | 7     | 0    | 0          | 0                                          | 0           |
| 12                | Miguel Ángel Calero   | 14/04/1971    | 0    | 0     | Sporting Barranquilla  | 0     | 0    | 0          | 0                                          | 0           |
| 22                | Eduardo Niño          | 08/08/1967    |      |       | Atlético Junior        | 0     | 0    | 0          | 0                                          | 0           |
| Verdediging       |                       |               |      |       |                        |       |      |            |                                            |             |
| 2                 | Andrés Escobar        | 13/03/1967    | 27   | 1     | Atlético Nacional      | 7     | 0    | 0          | 0                                          | 0           |
| 3                 | Gabriel Martínez      | 03/07/1958    | 1    | 0     | Atlético Junior        | 0     | 0    | 0          | 0                                          | 0           |
| 4                 | Eduardo Pimentel      | 18/05/1961    | 3    | 0     | América de Cali        | 4     | 0    | 0          | 0                                          | 0           |
| 5                 | Luis Fernando Herrera | 12/06/1962    | 23   | 1     | Atlético Nacional      | 5     | 0    | 0          | 0                                          | 0           |
| 13                | Wilmer Cabrera        | 15/09/1967    | 6    | 0     | América de Cali        | 3     | 0    | 0          | 0                                          | 0           |
| 15                | Luis Carlos Perea     | 29/12/1963    | 41   | 1     | Independiente Medellín | 7     | 0    | 0          | 0                                          | 0           |
| 17                | Diego Osorio          | 21/07/1970    | 1    | 0     | Atlético Nacional      | 7     | 0    | 0          | 0                                          | 0           |
| Middenveld        |                       |               |      |       |                        |       |      |            |                                            |             |
| 6                 | Óscar Pareja          | 10/08/1968    | 2    | 0     | Independiente Medellín | 1     | 0    | 0          | 0                                          | 0           |
| 8                 | Alexis García         | 21/07/1960    | 16   | 0     | Atlético Nacional      | 2     | 0    | 0          | 0                                          | 0           |
| 10                | Carlos Valderrama     | 02/09/1962    | 32   | 5     | Montpellier HSC        | 7     | 0    | 0          | 0                                          | 0           |
| 14                | Leonel Álvarez        | 30/09/1965    | 39   | 1     | Real Valladolid        | 7     | 0    | 0          | 0                                          | 0           |
| 16                | Carlos Estrada        | 01/11/1961    | 11   | 0     | Deportivo Cali         | 1     | 0    | 0          | 0                                          | 0           |
| 19                | Albeiro Usuriaga      | 12/06/1966    | 10   | 1     | América de Cali        | 5     | 0    | 0          | 0                                          | 0           |
| 20                | Freddy Rincón         | 14/08/1966    | 16   | 5     | América de Cali        | 7     | 0    | 0          | 0                                          | 0           |
| Aanval            |                       |               |      |       |                        |       |      |            |                                            |             |
| 7                 | Antony de Ávila       | 21/12/1962    | 18   | 6     | América de Cali        | 6     | 3    | 0          | 0                                          | 1           |
| 9                 | Iván Valenciano       | 18/03/1972    |      |       | Atlético Junior        | 3     | 0    | 0          | 0                                          | 0           |
| 11                | Bernardo Redín        | 26/02/1963    | 37   |       | CSKA Sofia             | 3     | 0    | 0          | 0                                          | 0           |
| 18                | Arnoldo Iguarán       | 31/01/1957    | 63   |       | Millonarios            | 4     | 2    | 0          | 0                                          | 0           |
| 21                | Augusto Vargas Cortés | 26/03/1962    | 1    |       | Deportes Quindío       | 0     | 0    | 0          | 0                                          | 0           |
| Bondscoach        |                       |               |      |       |                        |       |      |            |                                            |             |
| Vlag van Colombia | Luis Augusto García   | 15/07/1950    |      |       |                        |       |      |            |                                            |             |

## Olympische Spelen 1992
- Resultaat: Voorronde

data corresponderend met situatie voorafgaand aan toernooi
| №                 | Naam                 | Geboortedatum | Caps | Goals | Club                   | Duels | Goal | Kreeg geel | Kreeg voor de tweede keer geel en dus rood | Weggestuurd |
| Doel              | Doel                 | Doel          | Doel | Doel  | Doel                   | Doel  | Doel | Doel       | Doel                                       | Doel        |
| ----------------- | -------------------- | ------------- | ---- | ----- | ---------------------- | ----- | ---- | ---------- | ------------------------------------------ | ----------- |
| 1                 | Miguel Ángel Calero  | 14/04/1971    |      |       | Deportivo Cali         | 2     | 0    | 1          | 0                                          | 0           |
| 12                | Faryd Mondragón      | 21/06/1971    |      |       | Independiente Santa Fe | 1     | 0    | 0          | 0                                          | 0           |
| Verdediging       |                      |               |      |       |                        |       |      |            |                                            |             |
| 2                 | Jorge Bermúdez       | 18/06/1971    |      |       | América de Cali        | 3     | 0    | 0          | 0                                          | 0           |
| 3                 | Robeiro Moreno       | 11/11/1969    |      |       | Arco Zaragoza          | 2     | 0    | 0          | 0                                          | 0           |
| 4                 | José Santa           | 12/11/1970    |      |       | Atlético Nacional      | 3     | 0    | 2          | 0                                          | 0           |
| 5                 | Víctor Marulanda     | 03/02/1971    |      |       | Atlético Nacional      | 2     | 0    | 0          | 0                                          | 0           |
| 13                | Geovanis Cassiani    | 10/01/1970    |      |       | Atlético Nacional      | 1     | 0    | 0          | 1                                          | 0           |
| Middenveld        |                      |               |      |       |                        |       |      |            |                                            |             |
| 6                 | Hernán Gaviria       | 27/11/1969    |      |       | Atlético Nacional      | 3     | 2    | 0          | 0                                          | 0           |
| 8                 | Harold Lozano        | 30/03/1972    |      |       | América de Cali        | 3     | 0    | 1          | 0                                          | 0           |
| 10                | Víctor Pacheco       | 24/09/1974    |      |       | Atlético Junior        | 3     | 1    | 0          | 0                                          | 0           |
| 14                | John Wilmar Pérez    | 21/02/1970    |      |       | Independiente Medellín | 1     | 0    | 0          | 0                                          | 0           |
| 17                | John Jairo Mejia     | 12/03/1970    |      |       | Vlag van Colombia      | 0     | 0    | 0          | 0                                          | 0           |
| 18                | Diego Osorio         | 21/07/1970    |      |       | Atlético Nacional      | 1     | 0    | 0          | 0                                          | 0           |
| 20                | Omar Cañas           | 16/09/1969    |      |       | América de Cali        | 2     | 0    | 1          | 0                                          | 0           |
| Aanval            |                      |               |      |       |                        |       |      |            |                                            |             |
| 7                 | Faustino Asprilla    | 10/11/1969    |      |       | Atlético Nacional      | 3     | 0    | 2          | 0                                          | 0           |
| 9                 | Iván Valenciano      | 18/03/1972    |      |       | Atlético Junior        | 1     | 0    | 0          | 0                                          | 1           |
| 11                | Carlos Alberto Uribe | 26/09/1969    |      |       | Vlag van Colombia      | 2     | 0    | 0          | 0                                          | 0           |
| 15                | Víctor Aristizábal   | 09/12/1971    |      |       | Atlético Nacional      | 3     | 1    | 1          | 0                                          | 0           |
| 16                | Gustavo Restrepo     | 24/09/1969    |      |       | Atlético Nacional      | 2     | 0    | 0          | 0                                          | 0           |
| 19                | Jairo Zulbarán       | 07/01/1970    |      |       | Vlag van Colombia      | 1     | 0    | 0          | 0                                          | 0           |
| Bondscoach        |                      |               |      |       |                        |       |      |            |                                            |             |
| Vlag van Colombia | Hernán Darío Gómez   | 03/02/1956    |      |       |                        |       |      |            |                                            |             |

## Copa América 1993
- Resultaat: Derde plaats

data corresponderend met situatie voorafgaand aan toernooi
| №                 | Naam                  | Geboortedatum | Caps | Goals | Club                   | Duels | Goal | Kreeg geel | Kreeg voor de tweede keer geel en dus rood | Weggestuurd |
| Doel              | Doel                  | Doel          | Doel | Doel  | Doel                   | Doel  | Doel | Doel       | Doel                                       | Doel        |
| ----------------- | --------------------- | ------------- | ---- | ----- | ---------------------- | ----- | ---- | ---------- | ------------------------------------------ | ----------- |
| 1                 | Óscar Córdoba         | 03/02/1970    | 3    | 0     | Once Caldas            | 6     | 0    | 0          | 0                                          | 0           |
| 12                | Faryd Mondragón       | 21/06/1971    | 2    | 0     | Atlético Junior        | 0     | 0    | 0          | 0                                          | 0           |
| 22                | José María Pazo       | 04/03/1964    | 1    | 0     | Atlético Junior        | 0     | 0    | 0          | 0                                          | 0           |
| Verdediging       |                       |               |      |       |                        |       |      |            |                                            |             |
| 2                 | Óscar Cortés          | 19/08/1968    | 1    | 0     | Millonarios            | 1     | 0    | 0          | 0                                          | 0           |
| 3                 | Alexis Mendoza        | 08/11/1961    | 20   | 0     | Atlético Junior        | 6     | 0    | 0          | 0                                          | 0           |
| 4                 | Luis Fernando Herrera | 12/06/1962    | 34   | 1     | Atlético Nacional      | 6     | 0    | 0          | 0                                          | 0           |
| 15                | Luis Carlos Perea     | 29/12/1963    | 55   | 1     | Atlético Junior        | 5     | 1    | 0          | 0                                          | 1           |
| 18                | Diego Osorio          | 21/07/1970    | 14   | 0     | Atlético Nacional      | 1     | 0    | 0          | 0                                          | 0           |
| 20                | Wilson Pérez          | 09/08/1967    |      |       | América de Cali        | 5     | 0    | 0          | 0                                          | 0           |
| 21                | Ricardo Pérez         | 21/07/1973    |      |       | Millonarios            | 0     | 0    | 0          | 0                                          | 0           |
| Middenveld        |                       |               |      |       |                        |       |      |            |                                            |             |
| 5                 | Hernán Gaviria        | 27/11/1969    |      |       | Atlético Nacional      | 0     | 0    | 0          | 0                                          | 0           |
| 6                 | Gabriel Gómez         | 08/12/1959    |      |       | Atlético Nacional      | 6     | 0    | 0          | 0                                          | 0           |
| 8                 | Alexis García         | 21/07/1960    |      |       | Atlético Nacional      | 3     | 0    | 0          | 0                                          | 0           |
| 10                | Carlos Valderrama     | 02/09/1962    | 45   | 5     | Atlético Junior        | 6     | 0    | 0          | 0                                          | 0           |
| 13                | Víctor Pacheco        | 24/09/1972    | 3    | 1     | Atlético Junior        | 0     | 0    | 0          | 0                                          | 0           |
| 14                | Leonel Álvarez        | 30/09/1965    | 50   | 1     | América de Cali        | 6     | 0    | 0          | 0                                          | 0           |
| 16                | Harold Lozano         | 30/03/1972    | 3    | 0     | América de Cali        | 4     | 0    | 0          | 0                                          | 0           |
| 19                | Freddy Rincón         | 14/08/1966    | 29   | 5     | América de Cali        | 5     | 1    | 0          | 0                                          | 1           |
| Aanval            |                       |               |      |       |                        |       |      |            |                                            |             |
| 7                 | Orlando Maturana      | 11/10/1965    | 0    | 0     | América de Cali        | 1     | 1    | 0          | 0                                          | 0           |
| 9                 | Víctor Aristizábal    | 09/12/1971    | 4    | 1     | Atlético Nacional      | 6     | 1    | 0          | 0                                          | 0           |
| 11                | Adolfo Valencia       | 06/02/1968    | 8    | 4     | Independiente Santa Fe | 5     | 2    | 0          | 0                                          | 0           |
| 17                | Faustino Asprilla     | 10/11/1969    | 1    | 1     | Parma                  | 3     | 0    | 0          | 0                                          | 0           |
| Bondscoach        |                       |               |      |       |                        |       |      |            |                                            |             |
| Vlag van Colombia | Francisco Maturana    | 15/02/1949    |      |       |                        |       |      |            |                                            |             |

## WK-eindronde 1994
- Resultaat: Voorronde

data corresponderend met situatie voorafgaand aan toernooi
| №                 | Naam                  | Geboortedatum | Caps | Goals | Club              | Duels | Goal | Kreeg geel | Kreeg voor de tweede keer geel en dus rood | Weggestuurd |
| Doel              | Doel                  | Doel          | Doel | Doel  | Doel              | Doel  | Doel | Doel       | Doel                                       | Doel        |
| ----------------- | --------------------- | ------------- | ---- | ----- | ----------------- | ----- | ---- | ---------- | ------------------------------------------ | ----------- |
| 1                 | Oscar Córdoba         | 03/02/1970    | 27   | 0     | América de Cali   | 3     | 0    | 0          | 0                                          | 0           |
| 12                | Faryd Mondragón       | 21/06/1971    | 23   | 0     | Atlético Junior   | 0     | 0    | 0          | 0                                          | 0           |
| 22                | José María Pazo       | 04/03/1964    | 2    | 0     | Atlético Junior   | 0     | 0    | 0          | 0                                          | 0           |
| Verdediging       |                       |               |      |       |                   |       |      |            |                                            |             |
| 2                 | Andrés Escobar        | 13/03/1967    | 48   | 1     | Atlético Nacional | 3     | 0    | 0          | 0                                          | 0           |
| 3                 | Alexis Mendoza        | 08/11/1961    | 39   | 1     | Atlético Junior   | 1     | 0    | 0          | 0                                          | 0           |
| 4                 | Luis Fernando Herrera | 12/06/1962    | 56   | 1     | Atlético Nacional | 3     | 0    | 1          | 0                                          | 0           |
| 13                | Nestor Ortíz          | 20/09/1968    | 4    | 0     | Once Caldas       | 0     | 0    | 0          | 0                                          | 0           |
| 15                | Luis Carlos Perea     | 29/12/1963    | 76   | 2     | Atlético Junior   | 2     | 0    | 0          | 0                                          | 0           |
| 20                | Wilson Pérez          | 09/08/1967    | 43   | 3     | América de Cali   | 3     | 0    | 0          | 0                                          | 0           |
| Middenveld        |                       |               |      |       |                   |       |      |            |                                            |             |
| 5                 | Hermán Gaviria        | 27/11/1969    | 7    | 1     | Atlético Nacional | 2     | 1    | 1          | 0                                          | 0           |
| 6                 | Gabriel Gómez         | 08/12/1959    | 51   | ?     | Atlético Nacional | 1     | 0    | 0          | 0                                          | 0           |
| 8                 | Harold Lozano         | 30/03/1972    | 12   | 2     | América de Cali   | 1     | 1    | 0          | 0                                          | 0           |
| 10                | Carlos Valderrama     | 02/09/1962    | 65   | 5     | Atlético Junior   | 3     | 0    | 2          | 0                                          | 0           |
| 14                | Leonel Álvarez        | 30/09/1965    | 73   | 1     | América de Cali   | 3     | 0    | 2          | 0                                          | 0           |
| 17                | Mauricio Serna        | 22/01/1968    | 11   | 0     | Atlético Nacional | 0     | 0    | 0          | 0                                          | 0           |
| 18                | Oscar Cortés          | 19/10/1968    | 4    | ?     | Millonarios       | 0     | 0    | 0          | 0                                          | 0           |
| 19                | Freddy Rincón         | 14/08/1966    | 42   | 12    | SE Palmeiras      | 3     | 0    | 0          | 0                                          | 0           |
| Aanval            |                       |               |      |       |                   |       |      |            |                                            |             |
| 7                 | Antony de Ávila       | 21/12/1962    | 33   | 11    | América de Cali   | 2     | 0    | 1          | 0                                          | 0           |
| 9                 | Iván Valenciano       | 18/03/1972    | 15   | 5     | Atlético Junior   | 1     | 0    | 0          | 0                                          | 0           |
| 11                | Adolfo Valencia       | 06/02/1968    | 18   | 9     | Bayern München    | 3     | 2    | 0          | 0                                          | 0           |
| 16                | Víctor Aristizábal    | 09/12/1971    | 19   | 4     | Atlético Nacional | 0     | 0    | 0          | 0                                          | 0           |
| 21                | Faustino Asprilla     | 10/11/1969    | 12   | 3     | Parma             | 3     | 0    | 0          | 0                                          | 0           |
| Bondscoach        |                       |               |      |       |                   |       |      |            |                                            |             |
| Vlag van Colombia | Francisco Maturana    | 15/02/1949    |      |       |                   |       |      |            |                                            |             |

## Copa América 1995
- Resultaat: Derde plaats

data corresponderend met situatie voorafgaand aan toernooi
| №                 | Naam                  | Geboortedatum | Caps | Goals | Club                   | Duels | Goal | Kreeg geel | Kreeg voor de tweede keer geel en dus rood | Weggestuurd |
| Doel              | Doel                  | Doel          | Doel | Doel  | Doel                   | Doel  | Doel | Doel       | Doel                                       | Doel        |
| ----------------- | --------------------- | ------------- | ---- | ----- | ---------------------- | ----- | ---- | ---------- | ------------------------------------------ | ----------- |
| 1                 | René Higuita          | 27/08/1966    | 55   | 3     | Atlético Nacional      | 6     | 0    | 0          | 0                                          | 0           |
| 12                | Miguel Ángel Calero   | 14/04/1971    | 1    | 0     | Deportivo Cali         | 0     | 0    | 0          | 0                                          | 0           |
| 22                | Óscar Córdoba         | 03/02/1970    |      |       | Once Caldas            | 0     | 0    | 0          | 0                                          | 0           |
| Verdediging       |                       |               |      |       |                        |       |      |            |                                            |             |
| 2                 | José Santa            | 12/09/1970    | 5    | 0     | Atlético Nacional      | 5     | 0    | 0          | 0                                          | 0           |
| 3                 | Alexis Mendoza        | 08/11/1961    | 42   | 1     | Atlético Junior        | 6     | 0    | 0          | 0                                          | 0           |
| 4                 | Alex Fernández        | 22/05/1970    | 4    | 0     | Independiente Medellín | 0     | 0    | 0          | 0                                          | 0           |
| 5                 | Jorge Bermúdez        | 18/06/1971    | 6    | 1     | América de Cali        | 6     | 0    | 0          | 0                                          | 0           |
| 13                | Wilmer Cabrera        | 15/09/1967    | 17   | 1     | América de Cali        | 6     | 0    | 0          | 0                                          | 0           |
| 18                | James Cardona         | 30/03/1967    | 0    | 0     | América de Cali        | 2     | 0    | 1          | 0                                          | 0           |
| Middenveld        |                       |               |      |       |                        |       |      |            |                                            |             |
| 6                 | Hernán Gaviria        | 27/11/1969    | 16   | 2     | Atlético Nacional      | 4     | 0    | 2          | 0                                          | 0           |
| 8                 | Harold Lozano         | 30/03/1972    |      |       | Palmeiras              | 4     | 0    | 0          | 0                                          | 0           |
| 10                | Carlos Valderrama     | 02/09/1962    | 71   | 5     | Atlético Junior        | 6     | 1    | 0          | 0                                          | 0           |
| 14                | Leonel Álvarez        | 30/09/1965    | 79   | 1     | América de Cali        | 6     | 0    | 3          | 0                                          | 0           |
| 15                | Bonner Mosquera       | 02/12/1970    |      |       | Millonarios            | 0     | 0    | 0          | 0                                          | 0           |
| 19                | Freddy Rincón         | 14/08/1966    | 48   | 12    | SSC Napoli             | 6     | 3    | 1          | 0                                          | 0           |
| 20                | Luis Quiñónez         | 05/10/1968    | 5    | 0     | Once Caldas            | 3     | 1    | 0          | 0                                          | 0           |
| 21                | Geovanis Cassiani     | 10/01/1970    | 1    | 0     | Atlético Junior        | 0     | 0    | 0          | 0                                          | 0           |
| Aanval            |                       |               |      |       |                        |       |      |            |                                            |             |
| 7                 | Miguel Ángel Guerrero | 07/12/1967    | 5    | 1     | AS Bari                | 1     | 0    | 0          | 0                                          | 0           |
| 9                 | Níver Arboleda        | 12/12/1967    |      |       | Deportivo Cali         | 2     | 0    | 0          | 0                                          | 0           |
| 11                | Faustino Asprilla     | 10/11/1969    | 17   | 3     | Parma FC               | 6     | 2    | 3          | 0                                          | 0           |
| 16                | Víctor Aristizábal    | 09/12/1971    | 20   | 4     | Atlético Nacional      | 4     | 0    | 0          | 0                                          | 0           |
| 17                | Freddy León           | 24/09/1970    | 3    | 0     | Millonarios            | 2     | 0    | 0          | 0                                          | 0           |
| Bondscoach        |                       |               |      |       |                        |       |      |            |                                            |             |
| Vlag van Colombia | Hernán Darío Gómez    | 03/02/1956    |      |       |                        |       |      |            |                                            |             |

## Copa América 1997
- Resultaat: Kwartfinale

data corresponderend met situatie voorafgaand aan toernooi
| №                 | Naam                | Geboortedatum | Caps | Goals | Club              | Duels | Goal | Kreeg geel | Kreeg voor de tweede keer geel en dus rood | Weggestuurd |
| Doel              | Doel                | Doel          | Doel | Doel  | Doel              | Doel  | Doel | Doel       | Doel                                       | Doel        |
| ----------------- | ------------------- | ------------- | ---- | ----- | ----------------- | ----- | ---- | ---------- | ------------------------------------------ | ----------- |
| 1                 | Faryd Mondragón     | 21/06/1971    | 18   | 0     | CA Independiente  | 2     | 0    | 0          | 0                                          | 0           |
| 12                | Miguel Ángel Calero | 14/04/1971    | 6    | 0     | Deportivo Cali    | 2     | 0    | 0          | 0                                          | 0           |
| Verdediging       |                     |               |      |       |                   |       |      |            |                                            |             |
| 2                 | Iván Córdoba        | 11/08/1976    | 0    | 0     | Atlético Nacional | 3     | 0    | 0          | 0                                          | 0           |
| 3                 | Carlos Asprilla     | 19/10/1970    | 1    | 0     | América de Cali   | 1     | 0    | 0          | 0                                          | 0           |
| 4                 | José Santa          | 12/09/1970    | 15   | 0     | Atlético Nacional | 4     | 0    | 1          | 0                                          | 0           |
| 5                 | Jorge Bermúdez      | 18/06/1971    | 28   | 3     | SL Benfica        | 4     | 0    | 0          | 0                                          | 0           |
| 13                | Wilmer Cabrera      | 15/09/1967    | 32   | 1     | CA Independiente  | 4     | 1    | 2          | 0                                          | 0           |
| 15                | Francisco Mosquera  | 05/11/1973    | 1    | 0     | Atlético Nacional | 1     | 0    | 0          | 0                                          | 0           |
| 16                | Luis Antonio Moreno | 25/12/1970    | 11   | 0     | Deportes Tolima   | 3     | 0    | 2          | 0                                          | 0           |
| Middenveld        |                     |               |      |       |                   |       |      |            |                                            |             |
| 6                 | John Wilmar Pérez   | 21/02/1970    | 1    | 0     | Deportivo Cali    | 4     | 0    | 0          | 0                                          | 0           |
| 7                 | Luis Zuleta         | 07/08/1974    | 0    | 0     | Unión Magdalena   | 2     | 0    | 0          | 0                                          | 0           |
| 8                 | Andrés Estrada      | 12/10/1967    | 9    | 0     | Deportivo Cali    | 1     | 0    | 0          | 0                                          | 0           |
| 10                | Edison Mafla        | 14/08/1971    | 3    | 0     | Deportivo Cali    | 2     | 0    | 0          | 0                                          | 0           |
| 14                | Hernán Gaviria      | 27/11/1969    | 22   | 2     | Atlético Nacional | 2     | 1    | 2          | 0                                          | 0           |
| 20                | Víctor Pacheco      | 24/09/1974    | 9    | 1     | Atlético Junior   | 3     | 0    | 1          | 0                                          | 0           |
| 21                | Martín Zapata       | 28/10/1970    | 0    | 0     | Deportivo Cali    | 0     | 0    | 0          | 0                                          | 0           |
| 22                | Neider Morantes     | 03/08/1975    | 0    | 0     | Atlético Nacional | 4     | 2    | 0          | 0                                          | 0           |
| Aanval            |                     |               |      |       |                   |       |      |            |                                            |             |
| 9                 | Víctor Aristizábal  | 09/12/1971    | 32   | 5     | São Paulo         | 4     | 1    | 2          | 0                                          | 0           |
| 11                | Faustino Asprilla   | 10/11/1969    | 36   | 14    | Newcastle United  | 0     | 0    | 0          | 0                                          | 0           |
| 17                | Hamilton Ricard     | 12/01/1974    | 8    | 2     | Deportivo Cali    | 4     | 1    | 0          | 0                                          | 0           |
| 18                | Víctor Bonilla      | 23/01/1971    | 1    | 0     | Deportivo Cali    | 3     | 0    | 0          | 0                                          | 0           |
| 19                | Walter Escobar      | 26/09/1966    | 2    | 0     | Deportivo Cali    | 1     | 0    | 0          | 0                                          | 0           |
| Bondscoach        |                     |               |      |       |                   |       |      |            |                                            |             |
| Vlag van Colombia | Hernán Darío Gómez  | 03/02/1956    |      |       |                   |       |      |            |                                            |             |

## WK-eindronde 1998
- Resultaat: Voorronde

data corresponderend met situatie voorafgaand aan toernooi
| №                 | Naam                | Geboortedatum | Caps | Goals | Club              | Duels | Goal | Kreeg geel | Kreeg voor de tweede keer geel en dus rood | Weggestuurd |
| Doel              | Doel                | Doel          | Doel | Doel  | Doel              | Doel  | Doel | Doel       | Doel                                       | Doel        |
| ----------------- | ------------------- | ------------- | ---- | ----- | ----------------- | ----- | ---- | ---------- | ------------------------------------------ | ----------- |
| 1                 | Oscar Córdoba       | 03/02/1970    | 47   | 0     | Boca Juniors      | 0     | 0    | 0          | 0                                          | 0           |
| 12                | Miguel Ángel Calero | 14/04/1971    | 12   | 0     | Atlético Nacional | 0     | 0    | 0          | 0                                          | 0           |
| 22                | Faryd Mondragón     | 21/06/1971    | 23   | 0     | CA Independiente  | 3     | 0    | 0          | 0                                          | 0           |
| Verdediging       |                     |               |      |       |                   |       |      |            |                                            |             |
| 2                 | Iván Córdoba        | 11/08/1976    | 13   | 0     | CA San Lorenzo    | 0     | 0    | 0          | 0                                          | 0           |
| 3                 | Everth Palacios     | 18/01/1969    | 7    | 0     | Atlético Nacional | 3     | 0    | 0          | 0                                          | 0           |
| 4                 | José Santa          | 12/09/1970    | 28   | 0     | Atlético Nacional | 2     | 0    | 2          | 0                                          | 0           |
| 5                 | Jorge Bermúdez      | 18/06/1971    | 44   | 3     | Boca Juniors      | 3     | 0    | 1          | 0                                          | 0           |
| 13                | Wilmer Cabrera      | 15/09/1967    | 41   | 3     | CA Independiente  | 3     | 0    | 0          | 0                                          | 0           |
| 16                | Luis Antonio Moreno | 25/12/1970    | 19   | 0     | Deportes Tolima   | 1     | 0    | 0          | 0                                          | 0           |
| Middenveld        |                     |               |      |       |                   |       |      |            |                                            |             |
| 6                 | Mauricio Serna      | 22/01/1968    | 40   | 2     | Boca Juniors      | 3     | 0    | 1          | 0                                          | 0           |
| 8                 | Harold Lozano       | 30/03/1972    | 33   | 3     | Real Valladolid   | 3     | 0    | 0          | 0                                          | 0           |
| 10                | Carlos Valderrama   | 02/09/1961    | 108  | 11    | Miami Fusion      | 3     | 0    | 0          | 0                                          | 0           |
| 14                | Jorge Bolaño        | 28/04/1977    | 8    | 0     | Atlético Junior   | 1     | 0    | 0          | 0                                          | 0           |
| 17                | Andrés Estrada      | 12/11/1967    | 15   | 0     | Atlético Nacional | 0     | 0    | 0          | 0                                          | 0           |
| 18                | John Wilmar Pérez   | 21/02/1970    | 13   | 0     | Deportivo Cali    | 0     | 0    | 0          | 0                                          | 0           |
| 19                | Freddy Rincón       | 14/08/1966    | 76   | 17    | SC Corinthians    | 3     | 0    | 0          | 0                                          | 0           |
| Aanval            |                     |               |      |       |                   |       |      |            |                                            |             |
| 7                 | Antony de Ávila     | 21/12/1962    | 62   | 13    | Barcelona SC      | 2     | 0    | 0          | 0                                          | 0           |
| 9                 | Adolfo Valencia     | 06/02/1968    | 35   | 14    | CA Independiente  | 3     | 0    | 0          | 0                                          | 0           |
| 11                | Faustino Asprilla   | 10/11/1969    | 41   | 16    | Parma             | 1     | 0    | 0          | 0                                          | 0           |
| 15                | Víctor Aristizábal  | 09/12/1971    | 42   | 6     | São Paulo         | 3     | 0    | 1          | 0                                          | 0           |
| 20                | Hamilton Ricard     | 12/01/1974    | 18   | 4     | Middlesbrough     | 1     | 0    | 0          | 0                                          | 0           |
| 21                | Léider Preciado     | 26/02/1977    | 1    | 2     | CA Independiente  | 3     | 1    | 0          | 0                                          | 0           |
| Bondscoach        |                     |               |      |       |                   |       |      |            |                                            |             |
| Vlag van Colombia | Hernán Darío Gómez  | 03/02/1956    |      |       |                   |       |      |            |                                            |             |

## Copa América 1999
- Resultaat: Kwartfinale

data corresponderend met situatie voorafgaand aan toernooi
| №                 | Naam                   | Geboortedatum | Caps | Goals | Club                   | Duels | Goal | Kreeg geel | Kreeg voor de tweede keer geel en dus rood | Weggestuurd |
| Doel              | Doel                   | Doel          | Doel | Doel  | Doel                   | Doel  | Doel | Doel       | Doel                                       | Doel        |
| ----------------- | ---------------------- | ------------- | ---- | ----- | ---------------------- | ----- | ---- | ---------- | ------------------------------------------ | ----------- |
| 1                 | Miguel Ángel Calero    | 14/04/1971    | 17   | 0     | Atlético Nacional      | 3     | 0    | 1          | 0                                          | 0           |
| 12                | René Higuita           | 27/08/1966    | 67   | 3     | Independiente Medellín | 1     | 0    | 0          | 0                                          | 0           |
| 22                | Agustín Julio          | 25/10/1974    | 2    | 0     | CA Independiente       | 0     | 0    | 0          | 0                                          | 0           |
| Verdediging       |                        |               |      |       |                        |       |      |            |                                            |             |
| 2                 | Iván Córdoba           | 11/08/1976    | 16   | 1     | CA San Lorenzo         | 3     | 1    | 1          | 0                                          | 0           |
| 3                 | Roberto Carlos Cortés  | 20/07/1977    | 5    | 0     | Independiente Medellín | 2     | 0    | 0          | 0                                          | 0           |
| 5                 | Jorge Bermúdez         | 18/06/1971    | 49   | 3     | Boca Juniors           | 3     | 0    | 1          | 0                                          | 0           |
| 16                | Jersson González       | 16/02/1975    | 8    | 0     | América de Cali        | 1     | 0    | 0          | 0                                          | 0           |
| 18                | Rubiel Quintana        | 26/06/1978    | 3    | 0     | Cortuluá               | 3     | 0    | 1          | 0                                          | 0           |
| 21                | Mario Yepes            | 13/01/1976    | 2    | 0     | Deportivo Cali         | 1     | 0    | 0          | 0                                          | 0           |
| Middenveld        |                        |               |      |       |                        |       |      |            |                                            |             |
| 4                 | Alexander Viveros      | 08/10/1977    | 1    | 0     | Deportivo Cali         | 3     | 0    | 0          | 0                                          | 0           |
| 6                 | Juan Carlos Ramírez    | 22/03/1972    | 3    | 0     | Atlético Junior        | 2     | 0    | 0          | 0                                          | 0           |
| 8                 | Harold Lozano          | 30/03/1972    | 39   | 3     | Real Valladolid        | 3     | 0    | 0          | 0                                          | 0           |
| 10                | Neider Morantes        | 03/08/1975    | 12   | 4     | Atlético Nacional      | 2     | 1    | 0          | 0                                          | 0           |
| 13                | Jorge Bolaño           | 28/04/1977    | 14   | 0     | Atlético Junior        | 3     | 1    | 1          | 0                                          | 0           |
| 14                | Arley Betancourt       | 04/03/1975    | 6    | 0     | Deportivo Cali         | 3     | 0    | 2          | 0                                          | 0           |
| 15                | Pedro Portocarrero     | 13/05/1977    | 4    | 0     | Independiente Santa Fe | 1     | 0    | 0          | 0                                          | 0           |
| 17                | Johnnier Montaño       | 14/01/1983    | 1    | 0     | Quilmes                | 3     | 0    | 0          | 0                                          | 0           |
| 20                | Freddy Grisales        | 22/09/1975    | 3    | 0     | Atlético Nacional      | 4     | 0    | 0          | 0                                          | 0           |
| Aanval            |                        |               |      |       |                        |       |      |            |                                            |             |
| 7                 | Edwin Congo            | 07/10/1976    | 6    | 1     | Real Madrid            | 3     | 1    | 0          | 0                                          | 0           |
| 9                 | Víctor Bonilla         | 23/01/1971    | 6    | 1     | Deportivo Cali         | 4     | 2    | 0          | 0                                          | 0           |
| 11                | Henry Zambrano         | 07/08/1973    | 6    | 0     | Atlético Nacional      | 3     | 0    | 0          | 0                                          | 0           |
| 19                | Hamilton Ricard        | 12/01/1974    | 21   | 4     | Middlesbrough          | 4     | 1    | 1          | 0                                          | 0           |
| Bondscoach        |                        |               |      |       |                        |       |      |            |                                            |             |
| Vlag van Colombia | Javier Álvarez Arteaga | 14/04/1958    |      |       |                        |       |      |            |                                            |             |

## CONCACAF Gold Cup 2000
- Resultaat: Verliezend finalist

data corresponderend met situatie voorafgaand aan toernooi

## Copa América 2001
- Resultaat: Winnaar

data corresponderend met situatie voorafgaand aan toernooi

## CONCACAF Gold Cup 2003
- Resultaat: Kwartfinale

data corresponderend met situatie voorafgaand aan toernooi

## FIFA Confederations Cup 2003
- Resultaat: Vierde plaats

data corresponderend met situatie voorafgaand aan toernooi

## Copa América 2004
- Resultaat: Vierde plaats

data corresponderend met situatie voorafgaand aan toernooi

## CONCACAF Gold Cup 2005
- Resultaat: Halve finale

data corresponderend met situatie voorafgaand aan toernooi

## WK-eindronde 2005 (U20)
- Resultaat: Achtste finale

data corresponderend met situatie voorafgaand aan toernooi
| №                 | Naam                | Geboortedatum | Caps | Goals | Club              | Duels | Goal | Kreeg geel | Kreeg voor de tweede keer geel en dus rood | Weggestuurd |
| Doel              | Doel                | Doel          | Doel | Doel  | Doel              | Doel  | Doel | Doel       | Doel                                       | Doel        |
| ----------------- | ------------------- | ------------- | ---- | ----- | ----------------- | ----- | ---- | ---------- | ------------------------------------------ | ----------- |
| 1                 | Libis Arenas        | 12/05/1987    |      |       | Envigado FC       | 4     | 0    | 0          | 0                                          | 0           |
| 12                | Carlos Abella       | 25/01/1986    |      |       | Atlético Nacional | 0     | 0    | 0          | 0                                          | 0           |
| 21                | David Ospina        | 31/08/1988    |      |       | Atlético Nacional | 0     | 0    | 0          | 0                                          | 0           |
| Verdediging       |                     |               |      |       |                   |       |      |            |                                            |             |
| 2                 | Carlos Valdés       | 22/05/1985    |      |       | Real Cartagena    | 0     | 0    | 0          | 0                                          | 0           |
| 3                 | Cristián Zapata     | 30/09/1986    |      |       | Deportivo Cali    | 4     | 0    | 1          | 0                                          | 0           |
| 4                 | Jimy Estacio        | 08/01/1986    |      |       | Deportivo Cali    | 0     | 0    | 0          | 0                                          | 0           |
| 5                 | Juan Zúñiga         | 14/12/1985    |      |       | Atlético Nacional | 4     | 0    | 0          | 0                                          | 0           |
| 19                | Mauricio Casierra   | 08/12/1985    |      |       | Once Caldas       | 4     | 0    | 0          | 0                                          | 0           |
| Middenveld        |                     |               |      |       |                   |       |      |            |                                            |             |
| 6                 | Harrison Morales    | 20/06/1986    |      |       | Deportes Quindío  | 3     | 0    | 0          | 0                                          | 0           |
| 8                 | Juan Carlos Toja    | 24/05/1985    |      |       | CA River Plate    | 2     | 0    | 1          | 0                                          | 0           |
| 10                | Sebastian Hernández | 02/10/1986    |      |       | Deportes Quindío  | 1     | 0    | 0          | 0                                          | 0           |
| 11                | Harrison Otalvaro   | 28/02/1986    |      |       | América de Cali   | 4     | 0    | 1          | 0                                          | 0           |
| 13                | Fredy Guarín        | 30/06/1986    |      |       | Envigado FC       | 4     | 2    | 0          | 0                                          | 0           |
| 14                | Abel Aguilar        | 06/01/1985    |      |       | Deportivo Cali    | 4     | 0    | 0          | 0                                          | 0           |
| 16                | Edwin Valencia      | 29/03/1985    |      |       | América de Cali   | 2     | 0    | 0          | 0                                          | 0           |
| 17                | Christian Marrugo   | 18/07/1985    |      |       | Atlético Nacional | 3     | 0    | 2          | 0                                          | 0           |
| 20                | Daniel Machacon     | 05/01/1985    |      |       | Atlético Junior   | 1     | 0    | 0          | 0                                          | 0           |
| Aanval            |                     |               |      |       |                   |       |      |            |                                            |             |
| 7                 | Hugo Rodallega      | 25/07/1985    |      |       | Deportes Quindío  | 3     | 1    | 0          | 0                                          | 0           |
| 9                 | Radamel Falcao      | 10/02/1986    |      |       | CA River Plate    | 3     | 2    | 0          | 0                                          | 0           |
| 15                | Dayro Moreno        | 16/09/1985    |      |       | Once Caldas       | 3     | 0    | 1          | 0                                          | 0           |
| 18                | Wason Rentería      | 04/07/1985    |      |       | Boyacá Chicó      | 4     | 1    | 0          | 0                                          | 0           |
| Bondscoach        |                     |               |      |       |                   |       |      |            |                                            |             |
| Vlag van Colombia | Eduardo Lara        | 04/09/1959    |      |       |                   |       |      |            |                                            |             |

## Copa América 2007
- Resultaat: Eerste ronde

data corresponderend met situatie voorafgaand aan toernooi

## Copa América 2011
- Resultaat: Kwartfinale

data corresponderend met situatie voorafgaand aan toernooi
| №                 | Naam               | Geboortedatum | Caps | Goals | Club                   | Duels | Goal | Kreeg geel | Kreeg voor de tweede keer geel en dus rood | Weggestuurd |
| Doel              | Doel               | Doel          | Doel | Doel  | Doel                   | Doel  | Doel | Doel       | Doel                                       | Doel        |
| ----------------- | ------------------ | ------------- | ---- | ----- | ---------------------- | ----- | ---- | ---------- | ------------------------------------------ | ----------- |
| 1                 | Nelson Ramos       | 14/04/1971    |      |       | Millonarios            | 0     | 0    | 0          | 0                                          | 0           |
| 12                | Neco Martínez      | 11/07/1982    |      |       | Once Caldas            | 4     | 0    | 0          | 0                                          | 0           |
| 22                | Breiner Castillo   | 05/05/1978    |      |       | Independiente Medellín | 0     | 0    | 0          | 0                                          | 0           |
| Verdediging       |                    |               |      |       |                        |       |      |            |                                            |             |
| 2                 | Cristián Zapata    | 30/09/1986    |      |       | Villarreal CF          | 0     | 0    | 0          | 0                                          | 0           |
| 3                 | Mario Yepes        | 13/01/1976    |      |       | AC Milan               | 4     | 0    | 0          | 0                                          | 0           |
| 10                | Juan Cuadrado      | 26/05/1988    |      |       | Udinese Calcio         | 1     | 0    | 0          | 0                                          | 0           |
| 14                | Luis Perea         | 30/01/1979    |      |       | Atlético Madrid        | 4     | 0    | 0          | 0                                          | 0           |
| 15                | Juan Valencia      | 15/01/1986    |      |       | Atlético Junior        | 0     | 0    | 0          | 0                                          | 0           |
| 18                | Juan Camilo Zúñiga | 14/12/1985    |      |       | SSC Napoli             | 4     | 0    | 1          | 0                                          | 0           |
| 22                | Aquivaldo Mosquera | 22/06/1981    |      |       | Club América           | 1     | 0    | 0          | 0                                          | 0           |
| Middenveld        |                    |               |      |       |                        |       |      |            |                                            |             |
| 4                 | Gustavo Bolívar    | 16/04/1985    |      |       | Deportes Tolima        | 1     | 0    | 0          | 0                                          | 0           |
| 5                 | Yulian Anchico     | 28/05/1984    |      |       | Independiente Santa Fe | 0     | 0    | 0          | 0                                          | 0           |
| 6                 | Carlos Sánchez     | 06/02/1986    |      |       | Valenciennes FC        | 3     | 0    | 1          | 0                                          | 0           |
| 7                 | Pablo Armero       | 02/11/1986    |      |       | Udinese Calcio         | 4     | 0    | 0          | 0                                          | 0           |
| 8                 | Abel Aguilar       | 06/01/1985    |      |       | Hércules CF            | 4     | 0    | 1          | 0                                          | 0           |
| 13                | Fredy Guarín       | 30/06/1986    |      |       | FC Porto               | 4     | 0    | 1          | 0                                          | 0           |
| 13                | Elkin Soto         | 04/08/1980    |      |       | 1. FSV Mainz 05        | 3     | 0    | 0          | 0                                          | 0           |
| Aanval            |                    |               |      |       |                        |       |      |            |                                            |             |
| 9                 | Radamel Falcao     | 10/02/1986    |      |       | FC Porto               | 4     | 2    | 0          | 0                                          | 0           |
| 11                | Hugo Rodallega     | 25/07/1985    |      |       | Wigan Athletic         | 3     | 0    | 0          | 0                                          | 0           |
| 17                | Dayro Moreno       | 16/09/1985    |      |       | Club Tijuana           | 4     | 0    | 1          | 0                                          | 0           |
| 19                | Teófilo Gutiérrez  | 27/05/1985    |      |       | Racing Club            | 3     | 0    | 0          | 0                                          | 0           |
| 20                | Adrián Ramos       | 22/01/1986    |      |       | Hertha BSC             | 4     | 1    | 0          | 0                                          | 0           |
| 21                | Jackson Martínez   | 03/10/1986    |      |       | Jaguares de Chiapas    | 1     | 0    | 0          | 0                                          | 0           |
| Bondscoach        |                    |               |      |       |                        |       |      |            |                                            |             |
| Vlag van Colombia | Hernán Darío Gómez | 03/02/1956    |      |       |                        |       |      |            |                                            |             |

## WK-eindronde 2011 (U20)
- Resultaat: Kwartfinale

data corresponderend met situatie voorafgaand aan toernooi
| №                 | Naam                   | Geboortedatum | Caps | Goals | Club                    | Duels | Goal | Kreeg geel | Kreeg voor de tweede keer geel en dus rood | Weggestuurd |
| Doel              | Doel                   | Doel          | Doel | Doel  | Doel                    | Doel  | Doel | Doel       | Doel                                       | Doel        |
| ----------------- | ---------------------- | ------------- | ---- | ----- | ----------------------- | ----- | ---- | ---------- | ------------------------------------------ | ----------- |
| 1                 | Cristian Bonilla       | 02/06/1993    |      |       | Boyacá Chicó            | 5     | 0    | 0          | 0                                          | 0           |
| 12                | Andrés Marmolejo       | 10/09/1991    |      |       | Bogotá FC               | 0     | 0    | 0          | 0                                          | 0           |
| 21                | Juan Sebastián Villate | 14/02/1991    |      |       | Millonarios             | 0     | 0    | 0          | 0                                          | 0           |
| Verdediging       |                        |               |      |       |                         |       |      |            |                                            |             |
| 2                 | Luciano Ospina         | 18/02/1991    |      |       | Club Atlético Huracán   | 1     | 0    | 0          | 0                                          | 0           |
| 3                 | Pedro Franco           | 23/04/1991    |      |       | Millonarios             | 5     | 1    | 1          | 0                                          | 0           |
| 4                 | Santiago Arias         | 13/01/1992    |      |       | Sporting Lissabon       | 4     | 1    | 1          | 0                                          | 0           |
| 5                 | Héctor Quiñones        | 17/03/1992    |      |       | Deportivo Cali          | 5     | 0    | 0          | 0                                          | 0           |
| 14                | Juan David Diaz        | 10/10/1992    |      |       | Deportivo Pasto         | 2     | 0    | 0          | 0                                          | 0           |
| 19                | Jeison Murillo         | 27/05/1992    |      |       | Cádiz CF                | 4     | 0    | 2          | 0                                          | 0           |
| Middenveld        |                        |               |      |       |                         |       |      |            |                                            |             |
| 6                 | Didier Moreno          | 15/09/1991    |      |       | Independiente Santa Fe  | 5     | 0    | 1          | 0                                          | 0           |
| 8                 | Michael Ortega         | 06/04/1991    |      |       | Atlas Guadalajara       | 5     | 0    | 1          | 0                                          | 0           |
| 13                | Juan Cabezas           | 27/02/1991    |      |       | La Equidad              | 5     | 0    | 1          | 0                                          | 0           |
| 15                | Yerson Candelo         | 24/02/1992    |      |       | Deportivo Cali          | 2     | 0    | 0          | 0                                          | 0           |
| 16                | Jonny Mosquera         | 17/02/1991    |      |       | Envigado FC             | 1     | 0    | 0          | 0                                          | 0           |
| 17                | Javier Calle           | 29/04/1991    |      |       | Independiente Medellín  | 5     | 0    | 0          | 0                                          | 0           |
| 18                | Sebastián Pérez        | 29/03/1993    |      |       | Atlético Nacional       | 1     | 0    | 0          | 0                                          | 0           |
| Aanval            |                        |               |      |       |                         |       |      |            |                                            |             |
| 7                 | Fabian Castillo        | 17/06/1992    |      |       | FC Dallas               | 2     | 0    | 0          | 0                                          | 0           |
| 9                 | Luís Muriel            | 16/04/1991    |      |       | US Lecce                | 0     | 5    | 4          | 0                                          | 0           |
| 10                | James Rodríguez        | 12/07/1991    |      |       | FC Porto                | 5     | 3    | 0          | 0                                          | 0           |
| 11                | Duván Zapata           | 04/01/1991    |      |       | Estudiantes de La Plata | 3     | 1    | 0          | 0                                          | 0           |
| 20                | José Adolfo Valencia   | 18/12/1991    |      |       | Independiente Santa Fe  | 5     | 1    | 0          | 0                                          | 0           |
| Bondscoach        |                        |               |      |       |                         |       |      |            |                                            |             |
| Vlag van Colombia | Eduardo Lara           | 04/09/1959    |      |       |                         |       |      |            |                                            |             |

## WK-eindronde 2013 (U20)
- Resultaat: Achtste finale

data corresponderend met situatie voorafgaand aan toernooi
| №                 | Naam                | Geboortedatum | Caps | Goals | Club                    | Duels | Goal | Kreeg geel | Kreeg voor de tweede keer geel en dus rood | Weggestuurd |
| Doel              | Doel                | Doel          | Doel | Doel  | Doel                    | Doel  | Doel | Doel       | Doel                                       | Doel        |
| ----------------- | ------------------- | ------------- | ---- | ----- | ----------------------- | ----- | ---- | ---------- | ------------------------------------------ | ----------- |
| 1                 | Cristian Bonilla    | 02/06/1993    |      |       | Atlético Nacional       | 4     | 0    | 0          | 0                                          | 0           |
| 12                | Luis Hurtado        | 24/01/1994    |      |       | Deportivo Cali          | 0     | 0    | 0          | 0                                          | 0           |
| 21                | Jair Mosquera       | 05/02/1993    |      |       | Barranquilla FC         | 0     | 0    | 0          | 0                                          | 0           |
| Verdediging       |                     |               |      |       |                         |       |      |            |                                            |             |
| 2                 | Jherson Vergara     | 26/05/1994    |      |       | AC Milan                | 4     | 0    | 2          | 0                                          | 0           |
| 3                 | Deivy Balanta       | 09/02/1993    |      |       | Alianza Petrolera       | 3     | 0    | 0          | 0                                          | 0           |
| 4                 | Andrés Correa       | 29/01/1994    |      |       | Independiente Medellín  | 4     | 0    | 0          | 0                                          | 0           |
| 5                 | Felipe Aguilar      | 20/01/1993    |      |       | Alianza Petrolera       | 4     | 0    | 0          | 0                                          | 0           |
| 13                | Helibelton Palacios | 09/06/1993    |      |       | Deportivo Cali          | 1     | 0    | 0          | 0                                          | 0           |
| 18                | Yair Ibargüen       | 03/05/1993    |      |       | Olimpia Asunción        | 0     | 0    | 0          | 0                                          | 0           |
| Middenveld        |                     |               |      |       |                         |       |      |            |                                            |             |
| 6                 | José Leudo          | 09/11/1993    |      |       | Estudiantes de La Plata | 4     | 0    | 0          | 0                                          | 0           |
| 8                 | Pedro Osorio        | 30/04/1994    |      |       | Atlético Nacional       | 1     | 0    | 0          | 0                                          | 0           |
| 10                | Juan Quintero       | 18/01/1993    |      |       | Pescara Calcio          | 4     | 3    | 0          | 0                                          | 0           |
| 11                | Cristian Palomeque  | 02/04/1994    |      |       | Alianza Petrolera       | 4     | 0    | 0          | 0                                          | 0           |
| 14                | Sebastián Pérez     | 29/03/1993    |      |       | Atlético Nacional       | 4     | 0    | 1          | 0                                          | 0           |
| 15                | Jaine Barreiro      | 09/06/1994    |      |       | Deportes Quindío        | 0     | 0    | 0          | 0                                          | 0           |
| Aanval            |                     |               |      |       |                         |       |      |            |                                            |             |
| 7                 | Harrison Mojica     | 17/02/1993    |      |       | Deportivo Cali          | 3     | 0    | 0          | 0                                          | 0           |
| 9                 | Jhon Córdoba        | 10/05/1993    |      |       | Dorados de Sinaloa      | 4     | 2    | 0          | 0                                          | 0           |
| 16                | Luis Mena           | 20/05/1994    |      |       | Boyacá Chicó            | 3     | 0    | 1          | 0                                          | 0           |
| 17                | Andrés Rentería     | 06/03/1993    |      |       | Santos Laguna           | 3     | 1    | 2          | 0                                          | 0           |
| 19                | Miguel Borja        | 26/01/1993    |      |       | La Equidad              | 2     | 0    | 0          | 0                                          | 0           |
| 20                | Brayan Perea        | 25/02/1993    |      |       | Deportivo Cali          | 4     | 0    | 0          | 0                                          | 0           |
| Bondscoach        |                     |               |      |       |                         |       |      |            |                                            |             |
| Vlag van Colombia | Carlos Restrepo     | 05/03/1961    |      |       |                         |       |      |            |                                            |             |

## Copa América 2015
- Resultaat: Kwartfinale

data corresponderend met situatie voorafgaand aan toernooi
| №                   | Naam              | Geboortedatum | Caps | Goals | Club              | Duels | Goal | Kreeg geel | Kreeg voor de tweede keer geel en dus rood | Weggestuurd |
| Doel                | Doel              | Doel          | Doel | Doel  | Doel              | Doel  | Doel | Doel       | Doel                                       | Doel        |
| ------------------- | ----------------- | ------------- | ---- | ----- | ----------------- | ----- | ---- | ---------- | ------------------------------------------ | ----------- |
| 1                   | David Ospina      | 31/08/1988    |      |       | Arsenal           | 4     | 0    | 0          | 0                                          | 0           |
| 12                  | Camilo Vargas     | 09/03/1989    |      |       | Atlético Nacional | 0     | 0    | 0          | 0                                          | 0           |
| 23                  | Cristian Bonilla  | 02/06/1993    |      |       | La Equidad        | 0     | 0    | 0          | 0                                          | 0           |
| Verdediging         |                   |               |      |       |                   |       |      |            |                                            |             |
| 2                   | Cristián Zapata   | 30/09/1986    |      |       | AC Milan          | 4     | 0    | 2          | 0                                          | 0           |
| 3                   | Pedro Franco      | 23/04/1991    |      |       | Beşiktaş JK       | 0     | 0    | 0          | 0                                          | 0           |
| 4                   | Santiago Arias    | 13/01/1992    |      |       | PSV Eindhoven     | 2     | 0    | 1          | 0                                          | 0           |
| 7                   | Pablo Armero      | 02/11/1986    |      |       | CR Flamengo       | 3     | 0    | 0          | 0                                          | 0           |
| 11                  | Juan Cuadrado     | 26/05/1988    |      |       | Chelsea           | 4     | 0    | 1          | 0                                          | 0           |
| 13                  | Darwin Andrade    | 11/02/1991    |      |       | Standard Luik     | 0     | 0    | 0          | 0                                          | 0           |
| 14                  | Carlos Valdés     | 22/05/1985    |      |       | Club Nacional     | 0     | 0    | 0          | 0                                          | 0           |
| 18                  | Juan Zúñiga       | 14/12/1985    |      |       | SSC Napoli        | 3     | 0    | 0          | 0                                          | 0           |
| 22                  | Jeison Murillo    | 27/05/1992    |      |       | Granada CF        | 4     | 1    | 0          | 0                                          | 0           |
| Middenveld          |                   |               |      |       |                   |       |      |            |                                            |             |
| 5                   | Edwin Valencia    | 29/03/1985    |      |       | Santos            | 3     | 0    | 0          | 0                                          | 0           |
| 6                   | Carlos Sánchez    | 06/02/1986    |      |       | Aston Villa       | 3     | 0    | 2          | 0                                          | 0           |
| 8                   | Edwin Cardona     | 08/12/1992    |      |       | CF Monterrey      | 2     | 0    | 0          | 0                                          | 0           |
| 10                  | James Rodríguez   | 12/07/1991    |      |       | Real Madrid       | 4     | 0    | 2          | 0                                          | 0           |
| 15                  | Alexander Mejia   | 11/07/1988    |      |       | CF Monterrey      | 3     | 0    | 1          | 0                                          | 0           |
| Aanval              |                   |               |      |       |                   |       |      |            |                                            |             |
| 9                   | Radamel Falcao    | 10/02/1986    |      |       | Manchester United | 4     | 0    | 1          | 0                                          | 0           |
| 16                  | Víctor Ibarbo     | 19/05/1990    |      |       | AS Roma           | 3     | 0    | 0          | 0                                          | 0           |
| 17                  | Carlos Bacca      | 08/09/1986    |      |       | Sevilla FC        | 2     | 0    | 0          | 0                                          | 1           |
| 19                  | Teófilo Gutiérrez | 27/05/1985    |      |       | CA River Plate    | 4     | 0    | 1          | 0                                          | 0           |
| 20                  | Luís Muriel       | 16/04/1991    |      |       | Sampdoria         | 1     | 0    | 0          | 0                                          | 0           |
| 21                  | Jackson Martínez  | 03/10/1986    |      |       | FC Porto          | 3     | 0    | 0          | 0                                          | 0           |
| Bondscoach          |                   |               |      |       |                   |       |      |            |                                            |             |
| Vlag van Argentinië | José Pékerman     | 03/09/1949    |      |       |                   |       |      |            |                                            |             |

## WK-eindronde 2015 (U20)
- Resultaat: Achtste finale

data corresponderend met situatie voorafgaand aan toernooi
| №                 | Naam              | Geboortedatum | Caps | Goals | Club                   | Duels | Goal | Kreeg geel | Kreeg voor de tweede keer geel en dus rood | Weggestuurd |
| Doel              | Doel              | Doel          | Doel | Doel  | Doel                   | Doel  | Doel | Doel       | Doel                                       | Doel        |
| ----------------- | ----------------- | ------------- | ---- | ----- | ---------------------- | ----- | ---- | ---------- | ------------------------------------------ | ----------- |
| 1                 | Álvaro Montero    | 29/03/1995    |      |       | São Caetano            | 0     | 0    | 0          | 0                                          | 0           |
| 12                | Luis Vásquez      | 01/03/1996    |      |       | Independiente Medellín | 0     | 0    | 0          | 0                                          | 0           |
| 21                | Yasser Chávez     | 05/03/1995    |      |       | Bogotá FC              | 0     | 0    | 0          | 0                                          | 0           |
| Verdediging       |                   |               |      |       |                        |       |      |            |                                            |             |
| 2                 | Aldayr Hernández  | 04/08/1995    |      |       | Bogotá FC              | 0     | 0    | 0          | 0                                          | 0           |
| 3                 | Jeison Angulo     | 27/06/1996    |      |       | Deportivo Cali         | 0     | 0    | 0          | 0                                          | 0           |
| 4                 | Daniel Londoño    | 01/01/1995    |      |       | Envigado FC            | 0     | 0    | 0          | 0                                          | 0           |
| 5                 | Juan Quintero     | 23/03/1995    |      |       | Deportivo Cali         | 0     | 0    | 0          | 0                                          | 0           |
| 13                | Davinson Sánchez  | 12/06/1996    |      |       | Atlético Nacional      | 0     | 0    | 0          | 0                                          | 0           |
| 16                | Jarlan Barrera    | 16/09/1995    |      |       | Atlético Junior        | 0     | 0    | 0          | 0                                          | 0           |
| Middenveld        |                   |               |      |       |                        |       |      |            |                                            |             |
| 6                 | Andrés Tello      | 06/09/1996    |      |       | Juventus               | 0     | 0    | 0          | 0                                          | 0           |
| 7                 | Deiner Quiñónez   | 16/08/1995    |      |       | Deportes Quindío       | 0     | 0    | 0          | 0                                          | 0           |
| 8                 | Alexis Zapata     | 10/05/1995    |      |       | Udinese                | 0     | 0    | 0          | 0                                          | 0           |
| 10                | Sergio Villarreal | 29/01/1995    |      |       | Millonarios            | 0     | 0    | 0          | 0                                          | 0           |
| 11                | Jeison Lucumí     | 08/04/1995    |      |       | América de Cali        | 0     | 0    | 0          | 0                                          | 0           |
| 15                | Sebastián Ayala   | 14/09/1995    |      |       | La Equidad             | 0     | 0    | 0          | 0                                          | 0           |
| 19                | Victor Gutiérrez  | 20/04/1996    |      |       | Atlético Paranaense    | 0     | 0    | 0          | 0                                          | 0           |
| Aanval            |                   |               |      |       |                        |       |      |            |                                            |             |
| 9                 | Joao Rodríguez    | 19/05/1996    |      |       | Vitória Setúbal        | 0     | 0    | 0          | 0                                          | 0           |
| 14                | Rodin Quiñónes    | 30/05/1995    |      |       | Atlético Nacional      | 0     | 0    | 0          | 0                                          | 0           |
| 17                | Juan Otero        | 26/05/1995    |      |       | Fortaleza FC           | 0     | 0    | 0          | 0                                          | 0           |
| 18                | Carlos Ibargüen   | 07/10/1995    |      |       | Deportivo Cortuluá     | 0     | 0    | 0          | 0                                          | 0           |
| 20                | Rafael Borré      | 15/09/1995    |      |       | Deportivo Cali         | 0     | 0    | 0          | 0                                          | 0           |
| Bondscoach        |                   |               |      |       |                        |       |      |            |                                            |             |
| Vlag van Colombia | Carlos Restrepo   | 05/03/1961    |      |       |                        |       |      |            |                                            |             |

## Copa América Centenario
- Resultaat: Kwartfinale

data corresponderend met situatie voorafgaand aan toernooi
| №                   | Naam             | Geboortedatum | Caps | Goals | Club                   | Duels | Goal | Kreeg geel | Kreeg voor de tweede keer geel en dus rood | Weggestuurd |
| Doel                | Doel             | Doel          | Doel | Doel  | Doel                   | Doel  | Doel | Doel       | Doel                                       | Doel        |
| ------------------- | ---------------- | ------------- | ---- | ----- | ---------------------- | ----- | ---- | ---------- | ------------------------------------------ | ----------- |
| 1                   | David Ospina     | 31/08/1988    |      |       | Arsenal                | 5     | 0    | 0          | 0                                          | 0           |
| 12                  | Robinson Zapata  | 30/09/1978    |      |       | Independiente Santa Fe | 1     | 0    | 0          | 0                                          | 0           |
| 23                  | Cristian Bonilla | 02/06/1993    |      |       | Atlético Nacional      | 0     | 0    | 0          | 0                                          | 0           |
| Verdediging         |                  |               |      |       |                        |       |      |            |                                            |             |
| 2                   | Cristián Zapata  | 30/09/1986    |      |       | AC Milan               | 5     | 1    | 1          | 0                                          | 0           |
| 3                   | Yerry Mina       | 23/09/1994    |      |       | SE Palmeiras           | 2     | 0    | 0          | 0                                          | 0           |
| 4                   | Santiago Arias   | 13/01/1992    |      |       | PSV Eindhoven          | 5     | 0    | 0          | 1                                          | 0           |
| 14                  | Stefan Medina    | 14/06/1992    |      |       | CF Pachuca             | 2     | 0    | 0          | 0                                          | 0           |
| 15                  | Felipe Aguilar   | 20/01/1993    |      |       | Atlético Nacional      | 1     | 0    | 0          | 0                                          | 0           |
| 18                  | Frank Fabra      | 22/02/1991    |      |       | Boca Juniors           | 4     | 1    | 0          | 0                                          | 0           |
| 19                  | Farid Díaz       | 20/07/1983    |      |       | Atlético Nacional      | 3     | 0    | 1          | 0                                          | 0           |
| 22                  | Jeison Murillo   | 27/05/1992    |      |       | Internazionale         | 5     | 0    | 2          | 0                                          | 0           |
| Middenveld          |                  |               |      |       |                        |       |      |            |                                            |             |
| 5                   | Guillermo Celis  | 08/05/1993    |      |       | Atlético Junior        | 4     | 0    | 0          | 0                                          | 0           |
| 6                   | Carlos Sánchez   | 06/02/1986    |      |       | Aston Villa            | 4     | 0    | 0          | 1                                          | 0           |
| 8                   | Edwin Cardona    | 08/12/1992    |      |       | CF Monterrey           | 6     | 0    | 0          | 0                                          | 0           |
| 10                  | James Rodríguez  | 12/07/1991    |      |       | Real Madrid            | 6     | 2    | 1          | 0                                          | 0           |
| 11                  | Juan Cuadrado    | 26/05/1988    |      |       | Juventus               | 6     | 0    | 1          | 0                                          | 0           |
| 13                  | Sebastián Pérez  | 29/03/1993    |      |       | Atlético Nacional      | 5     | 0    | 0          | 0                                          | 0           |
| 16                  | Daniel Torres    | 15/11/1989    |      |       | Independiente Medellín | 5     | 0    | 0          | 0                                          | 0           |
| 20                  | Andrés Roa       | 25/05/1993    |      |       | Deportivo Cali         | 0     | 0    | 0          | 0                                          | 0           |
| Aanval              |                  |               |      |       |                        |       |      |            |                                            |             |
| 7                   | Carlos Bacca     | 08/09/1986    |      |       | AC Milan               | 5     | 2    | 1          | 0                                          | 0           |
| 9                   | Roger Martínez   | 23/06/1994    |      |       | Racing Club            | 3     | 0    | 1          | 0                                          | 0           |
| 17                  | Dayro Moreno     | 16/09/1985    |      |       | Club Tijuana           | 3     | 0    | 0          | 0                                          | 0           |
| 21                  | Marlos Moreno    | 20/09/1996    |      |       | Atlético Nacional      | 4     | 1    | 0          | 0                                          | 0           |
| Bondscoach          |                  |               |      |       |                        |       |      |            |                                            |             |
| Vlag van Argentinië | José Pékerman    | 03/09/1949    |      |       |                        |       |      |            |                                            |             |

Colfútbol · A-internationals · Selecties · Statistieken · Bondscoaches · Colombiaans vrouwenelftal · Olympisch elftal · Colombia U20 · Colombia U17
1938 – 1949 ·
1950 – 1959 ·
1960 – 1969 ·
1970 – 1979 ·
1980 – 1989 ·
1990 – 1999 ·
2000 – 2009 ·
2010 – 2019 ·
2020 – 2029
WK 1962 · 
WK 1990 · 
WK 1994 · 
WK 1998 · 
WK 2014 · 
WK 2018
OS 1968 · 
OS 1972 · 
OS 1980 · 
OS 1992 · 
OS 2016
1938 · 
1939 · 1940 · 1941 · 1942 · 1943 · 1944 · 
1946 · 
1947 · 
1948 · 
1949 · 
1950 · 1951 · 1952 · 1953 · 1954 · 1955 · 1956 · 
1957 · 
1958 · 1959 · 1960 · 
1961 · 
1962 · 
1963 · 
1964 · 
1965 · 
1966 · 
1967 · 
1968 · 
1969 · 
1970 · 
1971 · 
1972 · 
1973 · 
1974 · 
1975 · 
1976 · 
1977 · 
1978 · 
1979 · 
1980 · 
1981 · 
1982 · 
1983 · 
1984 · 
1985 · 
1986 · 
1987 · 
1988 · 
1989 · 
1990 ·
1991 · 
1992 · 
1993 · 
1994 · 
1995 · 
1996 · 
1997 · 
1998 · 
1999 · 
2000 · 
2001 · 
2002 · 
2003 · 
2004 · 
2005 · 
2006 · 
2007 · 
2008 · 
2009 · 
2010 · 
2011 · 
2012 · 
2013 · 
2014 · 
2015 · 
2016 · 
2017 ·
2018 ·
2019 ·
2020 ·
2021
Algerije ·
Argentinië ·
Australië ·
Bahrein ·
België ·
Bolivia · 
Brazilië ·
Canada ·
Chili ·
China · 
Costa Rica ·
Cuba ·
DDR ·
Duitsland ·
Ecuador ·
Egypte ·
El Salvador ·
Engeland ·
Finland ·
Frankrijk ·
Griekenland ·
Guatemala · 
Haïti ·
Honduras ·
Hongarije ·
Hongkong ·
Ierland ·
Irak ·
Israël ·
Ivoorkust ·
Jamaica ·
Japan ·
Joegoslavië ·
Jordanië ·
Kameroen ·
Koeweit · 
Liberia · 
Marokko ·
Mexico ·
Montenegro ·
Nederland ·
Nederlandse Antillen ·
Nicaragua ·
Nieuw-Zeeland · 
Nigeria ·
Noord-Ierland ·
Noorwegen ·
Panama ·
Paraguay ·
Peru ·
Polen ·
Puerto Rico ·
Qatar ·
Roemenië ·
Saoedi-Arabië ·
Schotland ·
Senegal ·
Servië ·
Slovenië ·
Slowakije ·
Sovjet-Unie ·
Spanje ·
Trinidad en Tobago ·
Tsjecho-Slowakije ·
Tunesië · 
Turkije · 
Uruguay ·
Venezuela ·
Verenigde Arabische Emiraten · 
Verenigde Staten ·
Zuid-Afrika ·
Zuid-Korea ·
Zweden ·
Zwitserland
Brazilië (2014) ·
Engeland (2018) ·
Griekenland (2014) ·
Ivoorkust (2014) ·
Japan (2014) ·
Japan (2018) ·
Polen (2018) ·
Senegal (2018) ·
Uruguay (2014)